# Charles-Just de Beauvau-Craon
Charles-Just-François-Victurnien prins de Beauvau-Craon, (Haroué, 7 maart 1793 – Parijs, 14 maart 1864) was een Frans militair en politicus.

## Biografie
Charles-Just de Beauvau-Craon was een telg uit de oude adellijke familie de Beauvau uit Anjou en werd geboren op het kasteel van Haroué als oudste zoon van Marc-Étienne-Gabriel de Beauvau-Craon (1773–1849), 3e prins van Beauvau, en Nathalie-Henriette-Victurnienne de Rochechouart Mortemart (1774–1854). Hij diende ten tijde van het Eerste Franse Keizerrijk als officier bij de karabiniers in meerdere veldtochten van keizer Napoleon Bonaparte. Tijdens de Veldtocht van Napoleon naar Rusland in 1812 geraakte hij zwaargewond in Voronovo (Voranava in het huidige Wit-Rusland), tijdens de terugtocht van het Franse leger. Vanwege zijn verwondingen werd hij gedwongen het leger te verlaten, waardoor hij zich ging toeleggen op politiek.
In 1827 kocht hij het kasteel van Sainte-Assise dat ten prooi was gevallen aan de Bande noire, en liet het herstellen. Het kasteel bleef familiebezit tot het in 1922 werd verkocht aan de Compagnie Radio France.
Op 26 januari 1852 was Beauvau-Craon een van de 84 eerste persoonlijkheden die door keizer Napoleon III werden benoemd tot senator. Hij zou in de Senaat blijven zetelen tot zijn overlijden in 1864.
- Bibliothèque nationale de France: cb16235952w (data)
- Base Léonore: LH//158/66
- Virtual International Authority File: 316447582